# Halász Mihály (játékvezető)
Halász Mihály (Budapest, 1929. május 27. – Budapest, 2016) magyar nemzetközi labdarúgó-játékvezető. Egyéb foglalkozása lakatos, TMK csoportvezető.

## Pályafutása

### Labdarúgóként
A korabeli srácokra jellemzően a labdarúgás vonzott, az alapképzések(serdülő, ifjúsági) (1946-1960) között a Nagytétényi Kohász NB. III-as labdarúgó csapatában szerepelt. Viszonylag korán, 29 évesen befejezte az aktív labdarúgást.

### Labdarúgó-játékvezetőként

#### Nemzeti játékvezetés
Mint labdarúgó játékos, sokat mérgelődött egy-egy játékvezetői ítélet miatt, dühében – egy helyi játékvezető, Báló János biztatására – jelentkezett bírói tanfolyamra.[forrás?] 1960-ban a Budapesti Labdarúgó-szövetségnél (BLSZ) I. osztályú, 1965-ben NB III-as minősítést, 1966-ban országos NB II-es minősítésű besorolást szerzett. 1970-ben az "A" keret tagja lett, 1971-ben debütált az NB I-ben. Az aktív nemzeti játékvezetéstől 1977-ben vonult vissza. NB I-es mérkőzéseinek száma: 75.
| Időpont           | Helyszín               | Mérkőzés típusa           | Mérkőzés                      | Eredmény |
| ----------------- | ---------------------- | ------------------------- | ----------------------------- | -------- |
| 1971. április 10. | SZVSE Stadion, Szeged  | első NB. I-es mérkőzése   | Szegedi EOL–Komlói Bányász SK | 1 – 1    |
| 1977. június 8.   | GSP Stadion, Tatabánya | utolsó NB. I-es mérkőzése | Tatabányai Bányász–Rába ETO   | 3 – 0    |

#### Nemzetközi játékvezetés
A Magyar Labdarúgó Szövetség (MLSZ) Játékvezető Bizottsága terjesztette fel nemzetközi játékvezetőnek, a Nemzetközi Labdarúgó-szövetség (FIFA) 1974-től tartotta nyilván bírói keretében. Több nemzetek közötti válogatott és klubmérkőzést vezetett. 1975-ben Irán-ban volt az első nemzetközi ifjúsági tornája, a Crown Prince Kupa, ahova a magyar csapattal, mint kísérő játékvezető lett delegálva. A Dél-Korea–Kuzesztán (dél-iráni tartomány) döntő mérkőzés után Reza Pahlavi, Irán trónörököse kézfogással köszönte meg a közreműködést. Az aktív nemzetközi játékvezetéstől 1977-ben búcsúzott.

## Sportvezetőként
Aktív pályafutását befejezve az MLSZ Játékvezető Testületben országos játékvezető ellenőrként tevékenykedett.

## Sikerei, díjai
1975-ben a játékvezetői rangsorban a 3. helyre sorolták.